# Дзюба, Иван Михайлович (лётчик)
Ива́н Миха́йлович Дзю́ба (1 мая 1918, село Огульцы, ныне — Валковский район Харьковская область — 12 октября 1995) — советский лётчик, полковник (1950), Герой Советского Союза (1942). Заслуженный лётчик-испытатель СССР (1961).

## Биография
Окончил Одесскую лётную школу (1938). Участник Великой Отечественной войны, лётчик-истребитель. С июня 1941 по сентябрь 1943 года совершил 238 боевых вылетов, провёл 25 воздушных боёв. К февралю 1942 года сбил лично 6 и в группе 2 самолёта противника.
Указом Президиума Верховного Совета СССР «О присвоении звания Героя Советского Союза начальствующему составу Красной Армии» от 21 июля 1942 года за «образцовое выполнение боевых заданий командования на фронте борьбы с немецкими захватчиками и проявленные при этом отвагу и геройство» удостоен звания Героя Советского Союза с вручением ордена Ленина и медали «Золотая Звезда» (№ 601).
Майор Дзюба Иван Михайлович в период с 23 января 1943 года по 24 марта 1943 года временно исполнял обязанности командира 1-го гвардейского Красногвардейского Краснознамённого орденов Ленина и Кутузова истребительного авиационного полка.
К июлю 1943 года выполнил 238 боевых вылетов, провёл 25 воздушных боёв, сбил 11 самолётов противника лично и 3 в группе. С 1943 года — лётчик-испытатель в Научно-исследовательском институте ВВС. Заслуженный лётчик-испытатель СССР (1961). 
В 1972 году вышел в отставку в звании полковника. С 1974 года работал в Главном штабе ВВС.
Жил в посёлке Чкаловский Щёлковского района Московской области.
Скончался 12 октября 1995 года на 78-м году жизни. Похоронен на кладбище села Леониха Щёлковского района Московской области.

## Память
На доме, где жил лётчик (в посёлке Чкаловский (улица Ленина, 7), установлена мемориальная доска.